# Gare de Hudson Bay
La  gare de Hudson Bay à Hudson Bay est desservie par Via Rail Canada. C'est une gare  sans personnel.

## Service des voyageurs

### Accueil
Point d'arrêt sans personnel de type « poteau indicateur »

### Desserte
Arrêt sur demande des trains Via Rail Canada.

### Intermodalité
Le centre-ville est accessible en voiture par l'autoroute.